# ハガルツィン修道院

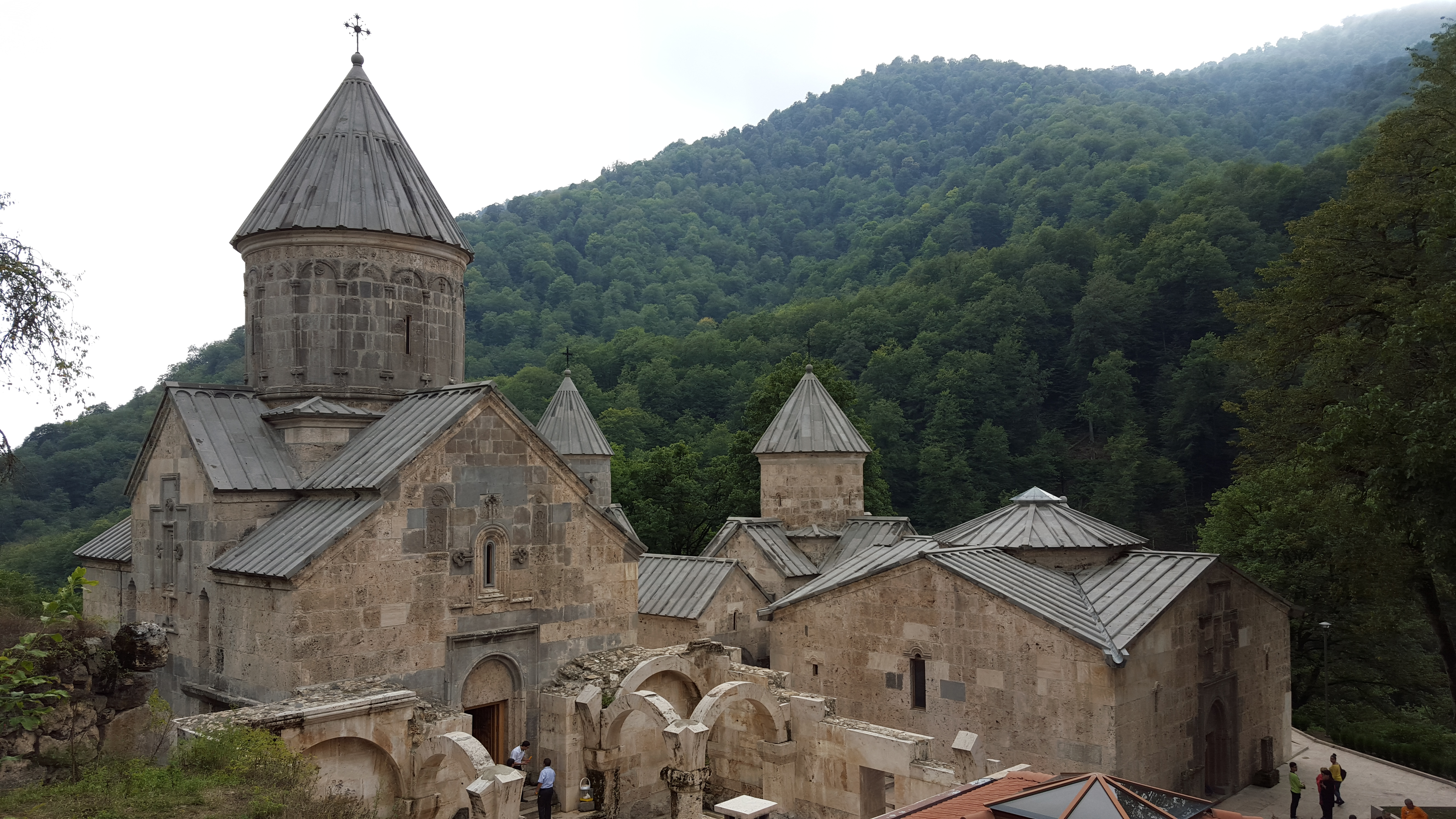

ハガルツィン修道院はアルメニアにある修道院である。10世紀から13世紀にかけバグラトゥニ王朝の保護のもとに創建された。修道院の施設には、聖母教会、グレゴリオ教会、八角形のガビットまたはナルテックス、さらにいくつかの礼拝堂と食堂が含まれる。修道院の伝説によると、地元の狩人が神の母の導きで木の洞に隠れている鹿を見つける夢を見た後にこの修道院が建てられた。